# Pompeii (film)
Pompeii är en amerikansk 3D katastroffilm från 2014, med Kit Harington, Emily Browning och Kiefer Sutherland i rollerna. Den regisserades, skrevs och samproducerades av Paul W.S. Anderson. Filmen utspelar sig år 79 e.Kr, kring vulkanen Vesuvius utbrott. Harington spelar slaven Milo som har förälskat sig i Cassia och gör allt för att rädda henne och sin bäste vän undan katastrofen.

## Rollista (i urval)
- Kit Harington – Milo[2]
- Emily Browning – Cassia[3]
- Kiefer Sutherland – Severus[4]
- Jared Harris – Lucretius[5]
- Carrie-Anne Moss – Aurelia
- Jessica Lucas – Ariadne
- Adewale Akinnuoye-Agbaje – Bridgageous
- Carrie-Anne Moss – Cassias mor
- Paz Vega – Flavia
- Joe Pingue – Graecus